# (486) Cremona
(486) Cremona ist ein Asteroid des Hauptgürtels, der am 11. Mai 1902 vom italienischen Astronomen Luigi Carnera an der Landessternwarte Heidelberg-Königstuhl (IAU-Code 024) auf dem Westgipfel des Königstuhls bei Heidelberg entdeckt wurde.
Benannt ist der Asteroid nach der italienischen Stadt Cremona.